# Chiesa di Sant'Alberto (Trapani)
La chiesa di Sant'Alberto è una chiesa di Trapani, sita in via Garibaldi. Chiusa al culto, ospita eventi culturali.

## Storia
Esempio di barocco trapanese, è stata dedicata a sant'Alberto da Trapani. La costruzione iniziò nel 1681 e fu completata nel 1700.
Dal 1945 ha custodito la statua detta di "Sant'Alberto della Marinella", opera del XVIII secolo in legno scolpito e dipinto, con lamina d'argento sbalzata, di cm.170, attribuita a Domenico Nolfo.
Nel 1965 la chiesa è stata chiusa al culto, e la statua trasferita nella parrocchia di Sant'Alberto.
Dopo i restauri, negli anni 2000 è stata aperta alla fruizione di eventi artistici e concertistici.

## Descrizione
Architettonicamente è a pianta centrica, con un portale d'ingresso prevalente su quello trasversale, e ha all'interno una articolazione barocca.
È l'unica chiesa a croce greca, e quindi a pianta centrica, della città. I tre altari accoglievano: una statua lignea di sant'Alberto, una della Madonna di Trapani e un crocefisso di Andrea Tipa.